# Liste der Olympiasieger im Motorbootsport
Die Liste der Olympiasieger im Motorboot führt sämtliche Sieger sowie die Zweit- und Drittplatzierten der Motorbootwettbewerbe bei den Olympischen Sommerspielen auf. Motorboot war bisher nur einmal olympisch: 1908 in London. Bei den Olympischen Spielen 1904 in St. Louis war Motorboot eine Demonstrationswettbewerb.

## A-Klasse 40 Meilen
| Olympia | Gold          | Silber         | Bronze         |
| ------- | ------------- | -------------- | -------------- |
| 1908    | Émile Thubron | nicht vergeben | nicht vergeben |

## B-Klasse 40 Meilen
| Olympia | Gold                                                   | Silber         | Bronze         |
| ------- | ------------------------------------------------------ | -------------- | -------------- |
| 1908    | Thomas Thornycroft Bernard Redwood John Field-Richards | nicht vergeben | nicht vergeben |

## C-Klasse 40 Meilen
| Olympia | Gold                                                   | Silber         | Bronze         |
| ------- | ------------------------------------------------------ | -------------- | -------------- |
| 1908    | Thomas Thornycroft Bernard Redwood John Field-Richards | nicht vergeben | nicht vergeben |

## Erfolgreichste Teilnehmer
- Platz: Reihenfolge der Athleten. Diese wird durch die Anzahl der Goldmedaillen bestimmt. Bei gleicher Anzahl werden die Silbermedaillen verglichen, danach die Bronzemedaillen.
- Name: Name des Athleten
- Land: Land, für das der Athlet startete. Bei einem Wechsel der Nationalität wird das Land genannt, für das der Athlet die letzte Medaille erzielte.
- Von: Gewinn der ersten Medaille
- Bis: Gewinn der letzten Medaille
- Gold: Anzahl der gewonnenen Goldmedaillen
- Silber: Anzahl der gewonnenen Silbermedaillen
- Bronze: Anzahl der gewonnenen Bronzemedaillen
- Gesamt: Anzahl aller gewonnenen Medaillen

| Platz | Name                | Land           | Von  | Bis  | Gold | Silber | Bronze | Gesamt |
| ----- | ------------------- | -------------- | ---- | ---- | ---- | ------ | ------ | ------ |
| 1     | John Field-Richards | Großbritannien | 1908 | 1908 | 2    | –      | –      | 2      |
| 1     | Bernard Redwood     | Großbritannien | 1908 | 1908 | 2    | –      | –      | 2      |
| 1     | Thomas Thornycroft  | Großbritannien | 1908 | 1908 | 2    | –      | –      | 2      |
| 4     | Émile Thubron       | Frankreich     | 1908 | 1908 | 1    | –      | –      | 1      |